# Christoph Jobst Zanthier
Christoph Jobst Zanthier, modernisiert Christoph Jobst von Zanthier, (* 1679; † 1724) war ein fürstlich-anhalt-köthen‘scher Hofmeister und später königlich-polnischer und kurfürstlich-sächsischer Geheimer Etat-Rat und Rittergutsbesitzer.

## Leben
Zanthier stammte aus dem sächsischen Adelsgeschlecht Zanthier, das bis zu Beginn des 18. Jahrhunderts bewusst auf die Führung des Adelsattributes von verzichtete.
Am 9. Oktober 1710 begann er gemeinsam mit Fürst Leopold (Anhalt-Köthen) dessen Kavalierstour, „da kein geeigneter reformierter Begleiter gefunden werden konnte“. Ihre Reise führte sie im Winter 1710/11 nach Den Haag, wo sie in nur vier Monaten insgesamt zwölf Mal die Oper besuchten und damit ihre Vorliebe für die Musik offenbarten. Vor allem die Werke von Jean-Baptiste Lully beeindruckten beide, und sein Herr erwarb eine rare Opera des Herrn Lully die Musik gedruckt.
1712 erwarb er von der Witwe des Generalmajors Christoph Julius Krage dessen Rittergut Schrenz im Fürstentum Sachsen-Merseburg, unweit von Zörbig gelegen.
1722 widmete ihm Christoph Crusius seine in Dresden erschienene Schrift Ein Gedächtniß-Vorthel Zum Teutschen Staats-Rechte: Wie daßelbe nach seinen fürnehmsten Fundamenten vermittelt; XXIV. Tabellen; In kurtzer Zeit mit Lust gefaßet werden könne.
Als schriftsässiger Rittergutsbesitzer von Siegelsdorf nahm er an den kursächsischen Landtagen von 1718 und 1722 teil: 1718 als Vertreter der AllgemeinenRitterschaft und 1722 im Weiteren Ausschuß.
Als Christoph Jobst Zanthier 1724 starb, hinterließ er die unmündigen Kinder Leopold August Friedrich, Hartwig Ludwig, Giesel Dorothea, Catharina Charlotta und Rosina Augusta Friederica, die aus der Ehe mit Catharina Dorothea geborene von Esebeck hervorgegangen waren. Diese heiratete im Juli 1726 in Spieckendorf den Rittergutsbesitzer auf Löbitz, Christian Wilhelm von Bissing, und verkaufte als nunmehrige Catharina Dorothea von Bissing Schrenz im Januar 1761 an ihre Tochter Catharina Charlotta von Plotho, die mit dem preußischen Oberstleutnant von Plotho verheiratet war. Sie starb 1784 und vererbte alle ihren Besitz an Frau Magister Hasen geb. von Plotho.

## Werke
- Abdanckungs-Rede, welche, als Der Durchlauchtigste Fürst und Herr, Herr Emanuel Lebrecht Fürst zu Anhalt, Hertzog zu Sachsen ... Am 27. August. des 1704 [...], 1705.